# متین گوراک
متین گوراک (انگلیسی: Metin Gürak؛ زادهٔ ۲۰ اوت ۱۹۶۰) ارتشبد نیروی زمینی ترکیه است، که از اوت ۲۰۲۳ به‌عنوان سی یکمین رئیس ستاد کل نیروهای مسلح ترکیه فعالیت می‌کند.
گوراک فعالیت نظامی را از سال ۱۹۸۱ در نیروی زمینی ترکیه آغاز کرد، از ۲۰۱۷ تا ۲۰۱۸ رئیس ستاد نیروی زمینی ترکیه بود، از ۲۰۱۸ تا ۲۰۲۰ به‌عنوان جانشین رئیس ستاد کل نیروهای مسلح ترکیه فعالیت می‌کرد و از ۲۰۲۰ تا ۲۰۲۳ فرماندهی ارتش دوم ترکیه را برعهده داشت.